# The Mainspring
The Mainspring er en amerikansk stumfilm fra 1916 af Jack Conway.

## Medvirkende
- Ben F. Wilson som Lawrence Ashmore / Larry Craven.
- Wilbur Higby som Jesse Craven.
- Henry Holland som Richard Creelman.
- Francelia Billington som Edith Craven.
- Clyde Benson som William Ramsdale.